# Риск-коммуникация
Риск-коммуникация (от англ. risk communication), по определению ВОЗ —  интерактивный процесс обмена информацией и мнениями о рисках между специалистами по оценке риска, лицами, принимающими управленческие решения, средствами массовой информации, заинтересованными группами и широкой общественностью.
Также риск-коммуникацию переводят как рисковую коммуникацию, информирование о рисках, коммуникацию о рисках. Данным видом деятельности занимаются международные и национальные организации, ответственные за регулирование факторов риска в той или иной сфере, например — ВОЗ, МАГАТЭ, CDC в США, Роспотребнадзор в России. Также риск-коммуникацией занимаются сотрудники медицинских учреждений, обязанные проводить информирование пациентов о рисках и выгодах проведения медицинского вмешательства.

## Виды риск-коммуникации
1 вид классификации:
- консенсусная — риск-коммуникация в связи со строительством объекта промышленности с целью донесения до широкой общественности информации о рисках и выгодах появления объекта промышленности, поиска консенсуса по поводу компенсации в связи с появлением дополнительного фактора риска;
- заботы (care communication) — риск-коммуникация с целью информирования широкой публики о хронических факторах риска и способах защитного поведения с целью минимизации отрицательных последствий (например, соблюдение правил гигиены, проведение антирадоновых мероприятий на радоноопасных территориях);
- кризисная — информирование населения о защитном поведении в ситуации кризиса: стихийного бедствия, техногенной катастрофы. Данный вид риск-коммуникации предполагает патерналистский характер взаимодействия государственных ведомств с широкой публикой.
2 вид классификации:
- по поводу окружающей среды;
- по поводу техники безопасности;
- по поводу здоровья.
Данные ситуации образуют матрицу 9 видов риск-коммуникации. Например, коммуникация заботы по поводу здоровья обычно проходит в медицинском кабинете, когда врач консультирует пациента о рисках ведения того или иного образа жизни, употребления тех или иных продуктов, проведения лечения или отказа от лечения. А целью коммуникации заботы по поводу окружающей среды является разъяснение рисков использования пестицидов.